# Сільвен Ріполь
Сільвен Ріполь (фр. Sylvain Ripoll, нар. 15 серпня 1971, Ренн) — французький футболіст, що грав на позиції захисника. По завершенні ігрової кар'єри — тренер. З 11 травня 2017 по 31 липня 2023 року очолював тренерський штаб молодіжної збірної Франції.

## Ігрова кар'єра
Народився 15 серпня 1971 року в місті Ренн. Розпочав займатись футболом в місцевій команді CPB Ginguené, а 1986 року потрапив в академію головної команди міста, клубу «Ренн».
17 жовтня 1990 року дебютував за першу команду в матчі чемпіонату проти «Кана» (1:1). З наступного сезону 1991/92 став основним гравцем команди, але того ж року команда вилетіла з вищого дивізіону. У Дивізіоні 2 Ріполь провів з командою наступні два сезони, а потім ще один сезон 1994/95 провів в оренді в «Ле-Мані».
1995 року перейшов до іншого клубу другого дивізіону «Лор'ян», за який відіграв 8 сезонів. Більшість часу, проведеного у складі «Лор'яна», був основним гравцем команди. За цей час виборов титул володаря Кубка Франції у 2002 році, а також взяв участь у матчі за Суперкубок Франції того ж року. Завершив професійну кар'єру футболіста виступами за команду «Лор'ян» у 2003 році.
Загалом за кар'єру провів 54 матчі в Дивізіоні 1 і 238 матчів та 5 голів в Дивізіоні 2.

## Кар'єра тренера
Після завершення ігрової кар'єри залишився «Лор'яні», увійшовши в тренерський штаб нового головного тренера Крістіан Гуркюффа. Після 11 років на посаді, у травні 2014 року, Гуркюфф покинув посаду і Ріполь був призначений новим головним тренером «Лор'яна». У двох перших сезонах команді Ріполя вдавалося зберегти прописку в Лізі 1, зайнявши 15 і 16 місця відповідно. Втім третій сезон 2016/17 клуб розпочав вкрай невдало — 8 поразок у перших 10 турах і останнє місце в таблиці. Це був найгірший старт в історії команди у верхньому дивізіоні, через що 23 жовтня 2016 року клуб оголосив про звільнення Ріполя.
11 травня 2017 року очолив тренерський штаб команди молодіжної збірної Франції, яку вивів на молодіжний чемпіонат Європи 2019 року в Італії.

## Титули і досягнення

### Як гравця
- Володар Кубка Франції (1):

«Лор'ян»: 2001–02